# Jakob Severin Deichmann Branth
Jakob Severin Deichmann Branth, född 1831, död 1917, var en dansk präst och botaniker.
Branth blev teologie kandidat 1857, senare rektor och präst i Vendsyssel, därefter vid Skanderborg. 1905 blev han emeritus. Branth intresserade sig redan tidigt för botanik och ägnade sig därvid åt studiet av lavarna. Han utgav tillsammans med Emil Rostrup Lichenes Daniæ (1869) och har utfört bestämningar av lavsamlingar från skilda arktiska trakter.